# Johannishus slott

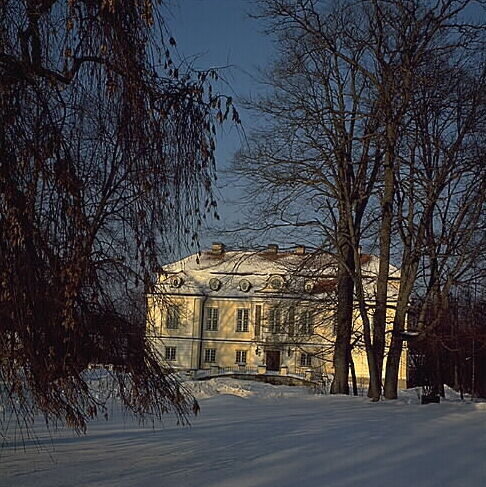
Johannishus herrgård i vinterskrud. Foto från omkring 1970.

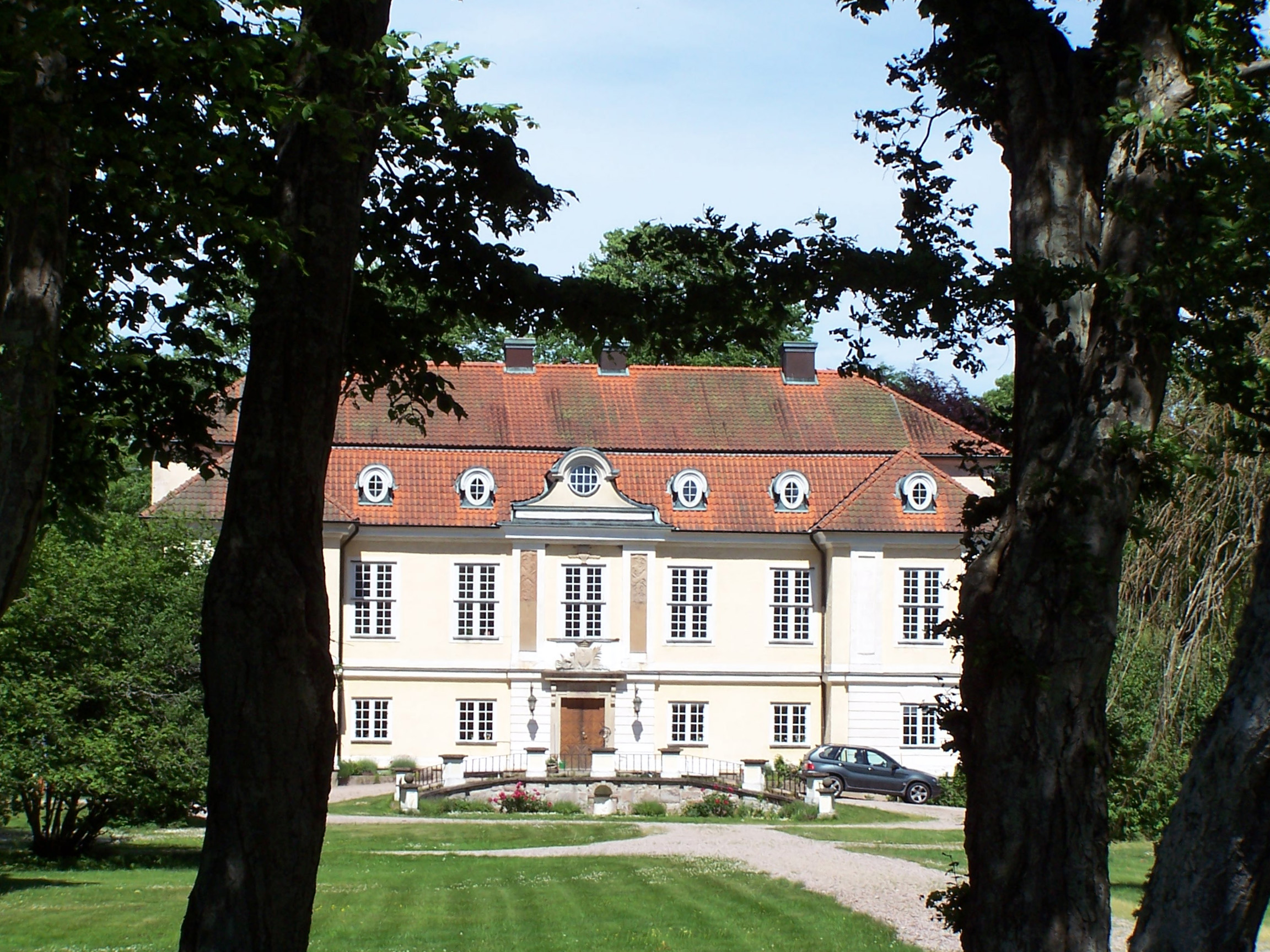
Johannishus slott 2005.

Johannishus är en herrgård vid Listerbyån söder om Listersjön i Hjortsberga socken, Ronneby kommun. Huvudbyggnaden är en gulputsad nyklassicistisk byggnad med brutet tak från 1779. För ritningarna stod arkitekten Carl Fredrik Adelcrantz. Johannishus slott är byggnadsminne sedan den 6 december 1982. Godset har tillhört familjen Wachtmeister i elva generationer sedan slutet av 1600-talet och ägs sedan 1964 genom Johannishus Fideikommiss AB där nuvarande verkställande direktören är greve Hans Wachtmeister.

## Historik
Landsdomare Nils Skunck fick 1670 sätesfrihet för en egendom i Hjortsberga socken, som efter honom kallades Skunckenberg. Efter domare Skunck ägdes herrgården av överste Nils Skytte. Näste ägare blev amiralen och senare friherren Cornelius Anckarstjerna.
År 1687 köptes säteriet av amiralgeneralen greve Hans Wachtmeister af Johannishus. Han gjorde säteriet till fideikommiss för sin släkt den 25 oktober 1712, vars stamgods det sedan blev. Förutom Skunckenberg utgjordes egendomen av Edestad, Wambåsa och Tromtö. Dessutom avsattes en tomt i Karlskrona där han lät uppföra sitt residens, Grevagården, numera hemvist för Blekinge Museum.
Hans sonson greve Fredrik Georg Hans Carl Wachtmeister fick tillåtelse 1769, att ändra egendomens namn till Johannishus, efter ättens tidigare gods med samma namn i Livland. Det var han, som lät uppföra den nuvarande huvudbyggnaden, som stod färdig 1779.

## Beskrivning
Johannishus Gods med all tillhörande mark är beläget i Ronneby kommun i Hjortsberga, Edestad, Förkärla och Listerby socknar. Godset är koncentrerat till Listersjön och Listerbyåns dalgång samt Johannishus- och Tvingåsarna. Från yttersta kobben i havsbandet till den nordligaste skogsmarken är egendomen 32 kilometer lång. Godset har en yta om totalt 8 250 ha, varav 6 026 ha skog, 804 ha åker och 349 betesmark samt 1 071 ha övrig mark.
Den äldsta mangårdsbyggnaden på Johannishus var en rödmålad tvåvånings träbyggnad. Vid mitten av 1700-talet var denna mycket förfallen. Dåvarande fideikommissarien Carl Wachtmeister gav därför överintendent Carl Fredric Adelcrantz i uppdrag, att utarbeta ritningar till en ny huvudbyggnad. Adelcrantz ritade en tvåvåningsbyggnad i sten med valmat brutet tak, försett med ovala takfönster. Huvudfasaden har framspringande flygelpartier. Kraftiga gesimser understryker våningsindelningen, där bottenvåningen närmast fungerar som sockel till andra våningen – paradvåningen.
Putsfärgen var ursprungligen rosa, men är numera svagt gul med vita rustikpartier. Interiören präglas huvudsakligen av två genomgripande restaureringar, 1910–11 och 1955–56, den senare med målsättningen att försöka återskapa något av den ursprungliga inredningen. Förutom huvudbyggnaden finns en envånings timrad flygelbyggnad, reveterad och avfärgad i gult och vitt. Delar av dess stomme härrör möjligen från den äldre herrgårdsanläggningen. I anslutning till slottet ligger ekonomibyggnader – en ursprungligen halmtäckt, nu spåntäckt ladugårdsfyrkant från 1760-talet med tre längor av gråsten, en gårdskvarn från 1919 i schweizerstil och arbetarbostäder.
Beträffande herrgårdens interiör kan nämnas, att i herrrummet finns Emma Sparres porträtt av landshövding Hans Wachtmeister, den yngre (1828–1905), och hans söner. I musikrummet finns Fredric Westins porträtt av greve Carl Wachtmeister (1720–92) och hans söner. De gamla väggdekorationerna har tagits fram i matsalen. Här finns även en proträttgruppen på generalamiral Hans Wachtmeister (1641–1714) och hans bröder, som David Klöcker Ehrenstrahl utfört med hjälp av sin lärjunge J.H. Wedekind.
Norr om slottet finns en by med namnet Mölleryd där SCB avgränsat en småort. Tätorten Johannishus ligger några kilometer söder om slottet. Det finns många fornlämningar i slottets omgivning, bland annat Kasakulle gravfält.

## Ägare av Johannishus
- 1670–16?? Nils Skunck
- 16??–16?? Nils Skytte
- 16??–1687 Cornelius Anckarstjerna
- 1687–1712 Hans Wachtmeister af Johannishus
- 1712–1964 Wachtmeisters fideikommiss
- 1964–nutid Johannishus Fideikommiss AB

## Finska krigsbarn på Johannishus slott
På Johannishus slott bodde och verkade vid tiden för finska vinterkriget greven och grevinnan Axel och Carola Wachtmeister. Grevinnan var verksam i Svenska Lottakåren och under dess direktion inrättades ett hem för finska krigsbarn. Enligt uppgifter ankom de första barnen 1942 och hemmet upphörde 1946. Flottans fartyg visade intresse för barnhemmet och gjorde månatliga inbetalningar till hemmet. Varje barn tilldelades olika fartyg som fadder och fartyget fick ett foto av ”sitt” barn. 
Barnen bodde på övre planet i slottet där det fanns en gästvåning med flera rum. Måltiderna intogs i det stora slottsköket på nedre plan. Uppgifter av skolbarn i samma ålder visar att skolpliktiga barn gick i Vångs småskola under småskollärarinnan Ulla Håkansson.

## Galleri

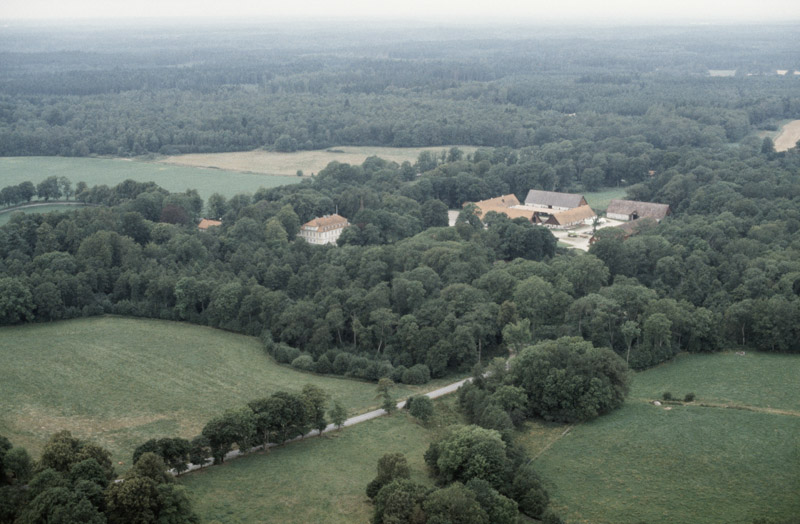
Flygfoto mot väst över Johannishus Gods (1996).
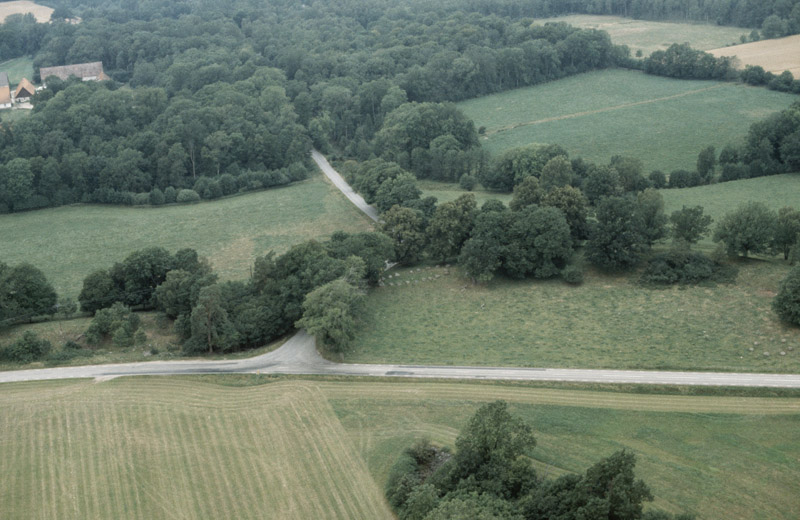
Flygfoto mot västnordväst över Johannishus Gods (1996).
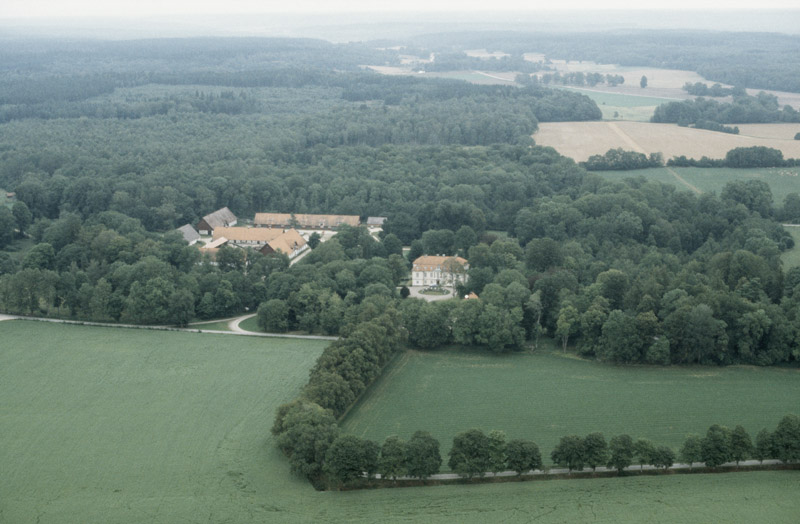
Flygfoto mot nordnordost över Johannishus Gods (1996).
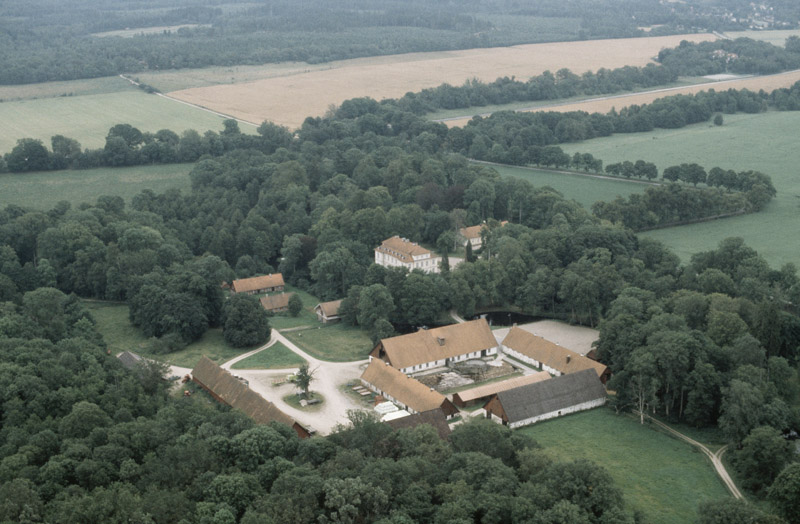
Flygfoto mot sydost över Johannishus Gods (1996).